# Bahnhof Fredericia

Der Bahnhof Fredericia ist ein Bahnhof in der dänischen Stadt Fredericia. Der Bahnhof ist Knotenpunkt zweier bedeutender Eisenbahnmagistralen Dänemarks: der Østjyske længdebane (deutsch die ostjütische Längsbahn), die von der deutsch-dänischen Grenze bei Padborg im Süden von Jütland über Fredericia nach Aarhus, Aalborg und Frederikshavn im Norden von Jütland führt, und der Bahnstrecke København–Fredericia, die von Kopenhagen im Osten über die Inseln Seeland und Fünen nach Fredericia im Westen führt.

## Geschichte
Der Bahnhof ist der zweite Bahnhof in der Stadt und ersetzte den alten Kopfbahnhof am Hafen, von dem aus früher mit einer Eisenbahnfähre eine Verbindung über den Kleinen Belt nach Fünen bestand. Der heutige Bahnhof wurde zusammen mit der Brücke Lillebæltsbroen über den Kleinen Belt gebaut und wie diese 1935 eingeweiht. Der Durchgangsbahnhof verfügt über sieben Bahnsteiggleise. Das große Empfangsgebäude wurde im funktionalistischen Stil errichtet. Er ist einer von nur fünf Bahnhöfen in Dänemark mit einer Bahnhofshalle.

### Vorgängerbahnhof

Karte von Fredericia im Jahr 1900. Der alte Kopfbahnhof und die dazugehörigen Fähranlegestellen sind unten links zu sehen.

Der Eisenbahnverkehr begann in Fredericia mit der Eröffnung der Eisenbahnstrecke von Fredericia nach Vamdrup an der damaligen deutsch-dänischen Grenze am 1. November 1866. Kurz danach, am 4. Oktober 1868, wurde die Bahnstrecke Fredericia–Aarhus eingeweiht, und verband damit die vom Süden kommende Bahnstrecke Fredericia–Flensburg über Vamdrup, mit der vom Norden seit 1862 kommende Bahnstrecke Randers–Aarhus.
Ebenfalls am 1. November 1866 wurde auf Fünen die Verlängerung der Bahnstrecke Nyborg–Middelfart von Middelfart nach Strib geöffnet. Damit blieben zwischen Fünen und Jütland nur noch der Kleine Belt zu überwinden, um die beiden Streckennetze zu verbinden. Am 19. März 1872 wurde Dänemarks erste Eisenbahnfährlinie mit der Eisenbahnfähre Lillebelt zwischen Fredericia und Strib eröffnet.
Der erste Bahnhof in Fredericia war ein Kopfbahnhof in der Nähe des Hafens, damit eine schnelle Verbindung mit der Eisenbahnfähre nach Fünen bestand. Das erste Bahnhofsgebäude von 1866 war ein einfaches provisorisches Holzhaus, das später nach Nørresundby verlegt wurde. Das eigentliche Bahnhofsgebäude wurde 1869 eingeweiht. Das alte Bahnhofsgebäude an der Oldenborggade 1 existiert noch und wird heute als Bürogebäude benutzt.

### Der heutige Bahnhof
Der heutige Bahnhof wurde zur gleichen Zeit wie die kombinierte Straßen- und Eisenbahnbrücke Lillebæltsbroen über den Kleinen Belt gebaut und wie diese am 14. Mai 1935 eingeweiht. Das Hauptgebäude im funktionalistischen Stil mit einem Hauch von Nordischem Klassizismus wurde vom dänischen Architekten Knud Tanggaard Seest entworfen, der von 1922 bis 1949 Chefarchitekt der Dänischen Staatsbahnen war.

## Technische Daten
Der Bahnhof ist einer von nur fünf in Dänemark mit einer Bahnhofshalle (neben Københavns Hovedbanegård und Aarhus Hovedbanegård, dem S-Bahnhof Nørrebro und dem geschlossenen Bahnhof in Gedser). Der alte Kopfbahnhof am Hafen besaß ebenfalls eine derartige Bahnhofshalle, die jedoch abgerissen wurde.
Der Bahnhof verfügt über Dänemarks längste Bahnsteige. Die vier Bahnsteige mit den sieben Bahnsteiggleisen haben eine Länge von jeweils 330 Metern. Vom Bahnsteigtunnel gibt es vier Aufgänge mit Aufzügen, die zu den Gleisen 1 / 2, 3 / 4, 6 / 7 sowie 9 / 10 führen. Die Gleise 5 und 8 sind Durchgangsgleise ohne Bahnsteig. Die Aufzüge sind groß genug für ein Fahrrad und liegen im Abschnitt C der Bahnsteige.

## Verkehr
Fredericia ist ein wichtiger Verkehrsknotenpunkt für die DSB, an dem viele Fahrgäste umsteigen müssen. Die meisten InterCity- und InterCityLyn-Züge von Kopenhagen werden in Fredericia aufgeteilt (geflügelt), um zu verschiedenen Zielen in Jütland zu fahren. Umgekehrt werden die Züge aus den verschiedenen Städten zusammengestellt, wenn sie nach Kopenhagen fahren. Zusätzlich verkehren Regionalzüge (Regionaltog).

## Galerie

### Alter Bahnhof

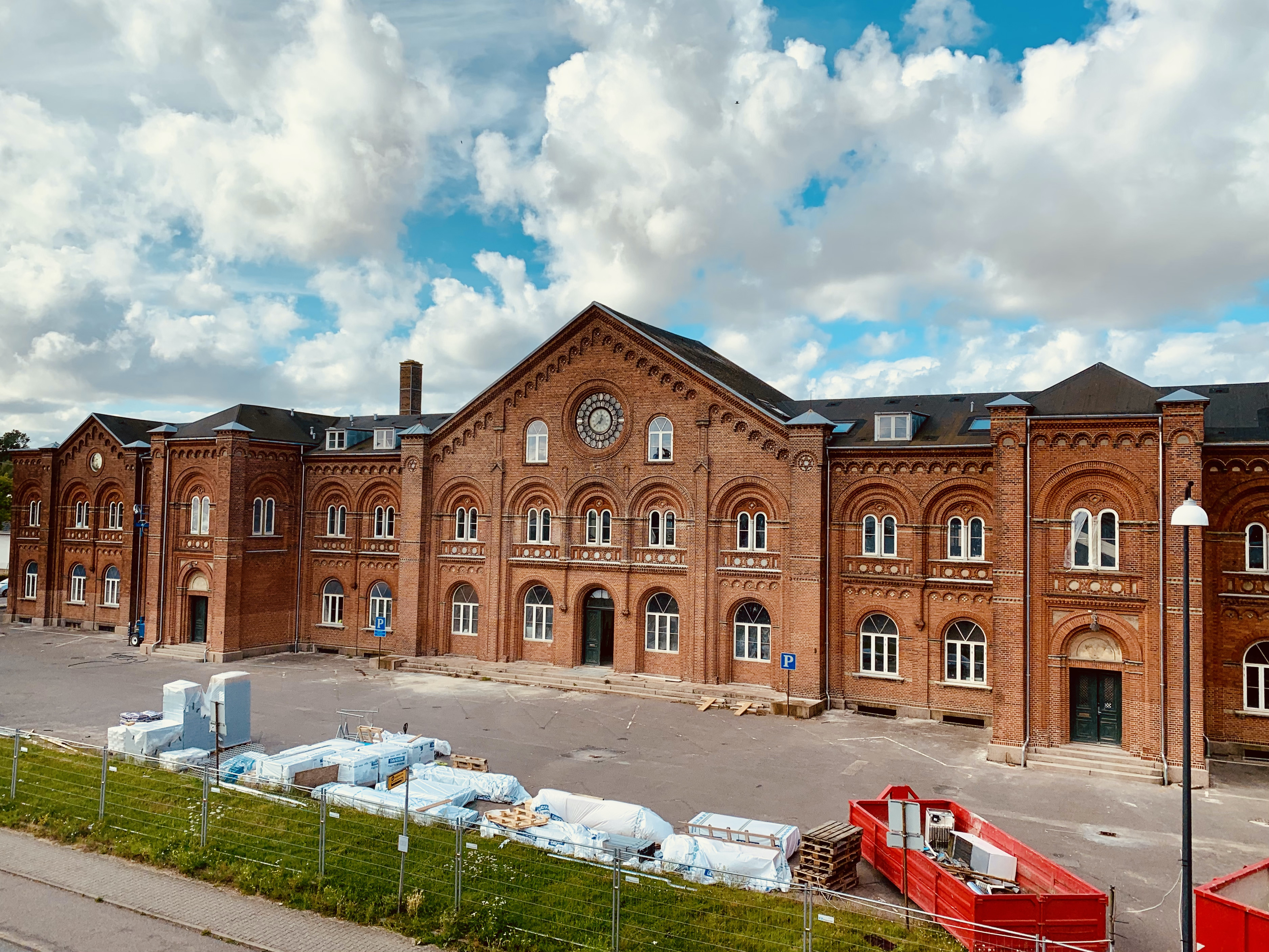
Alter Bahnhof, 2021
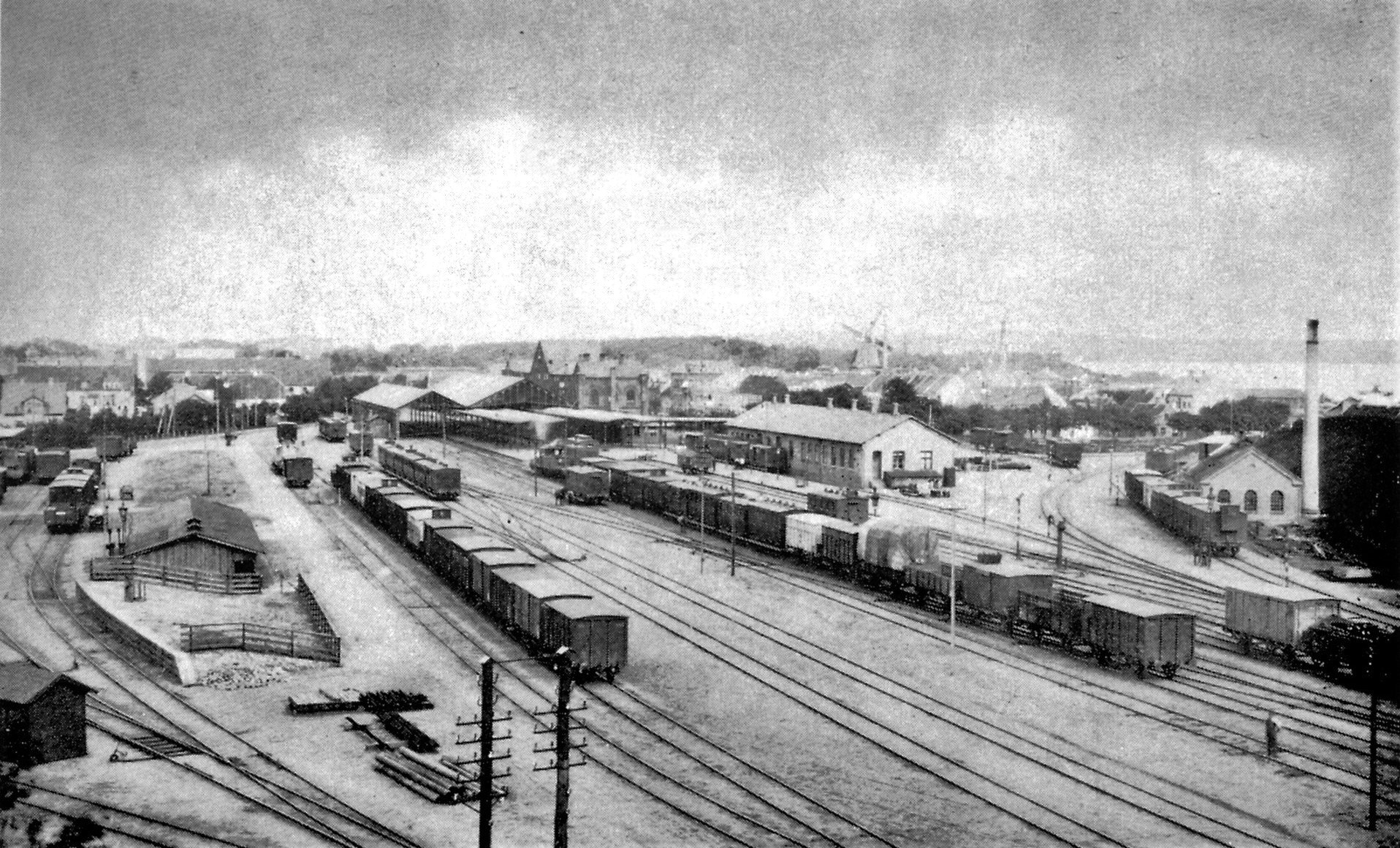
Gesamtansicht Alter Bahnhof (1900)
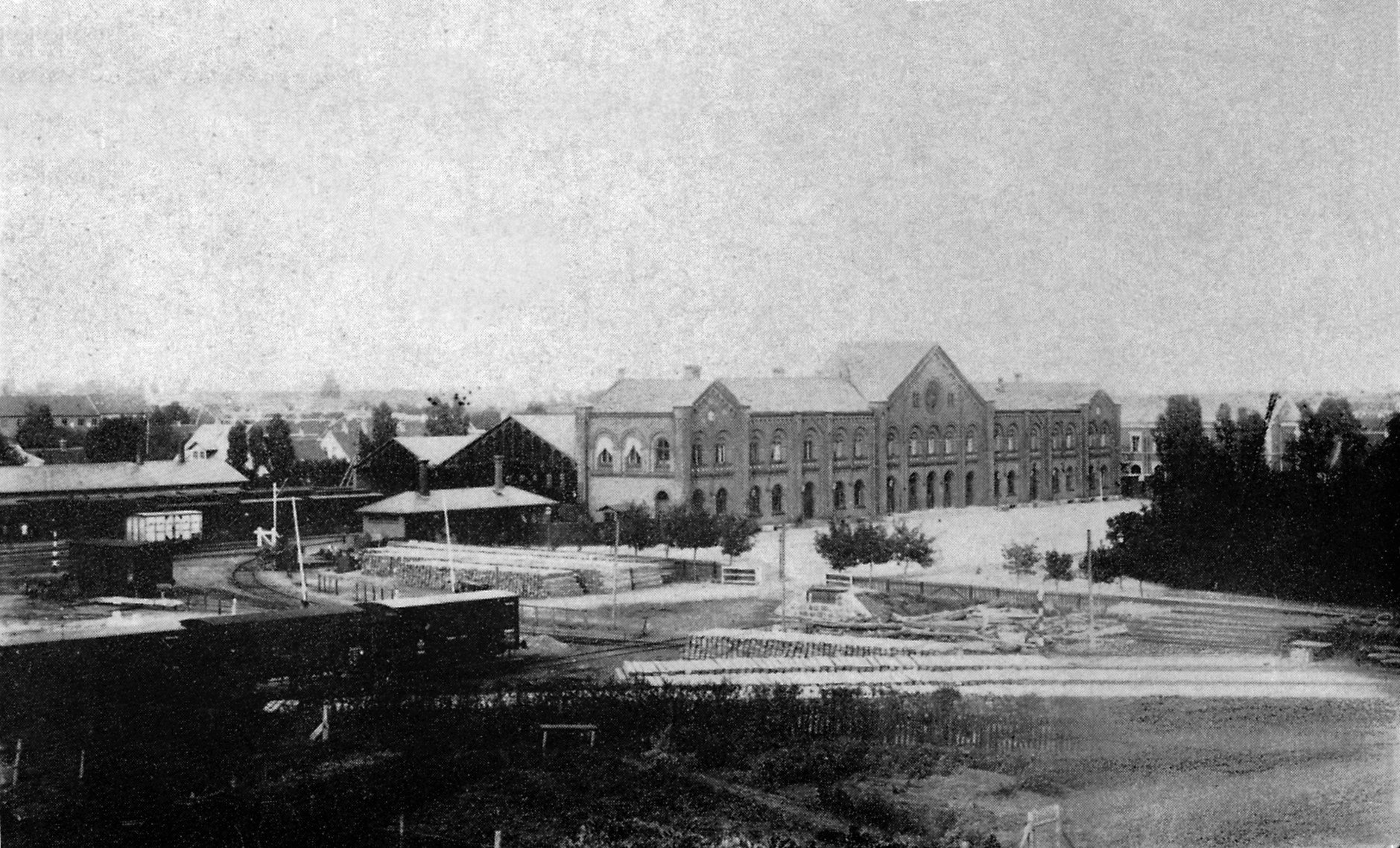
Bahnhofsgebäude Alter Bahnhof (1900)

### Neuer Bahnhof

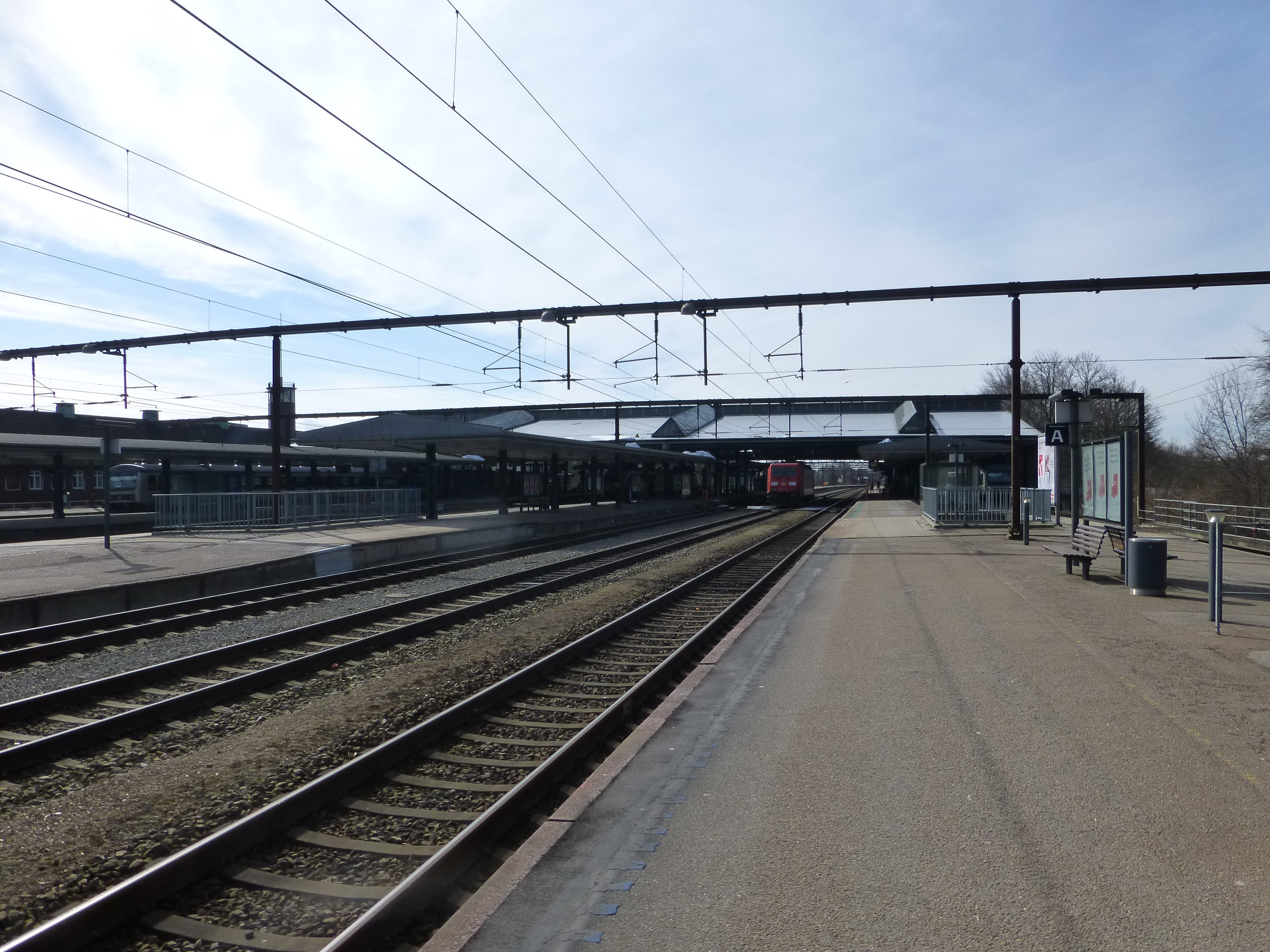
Bahnhof von Norden
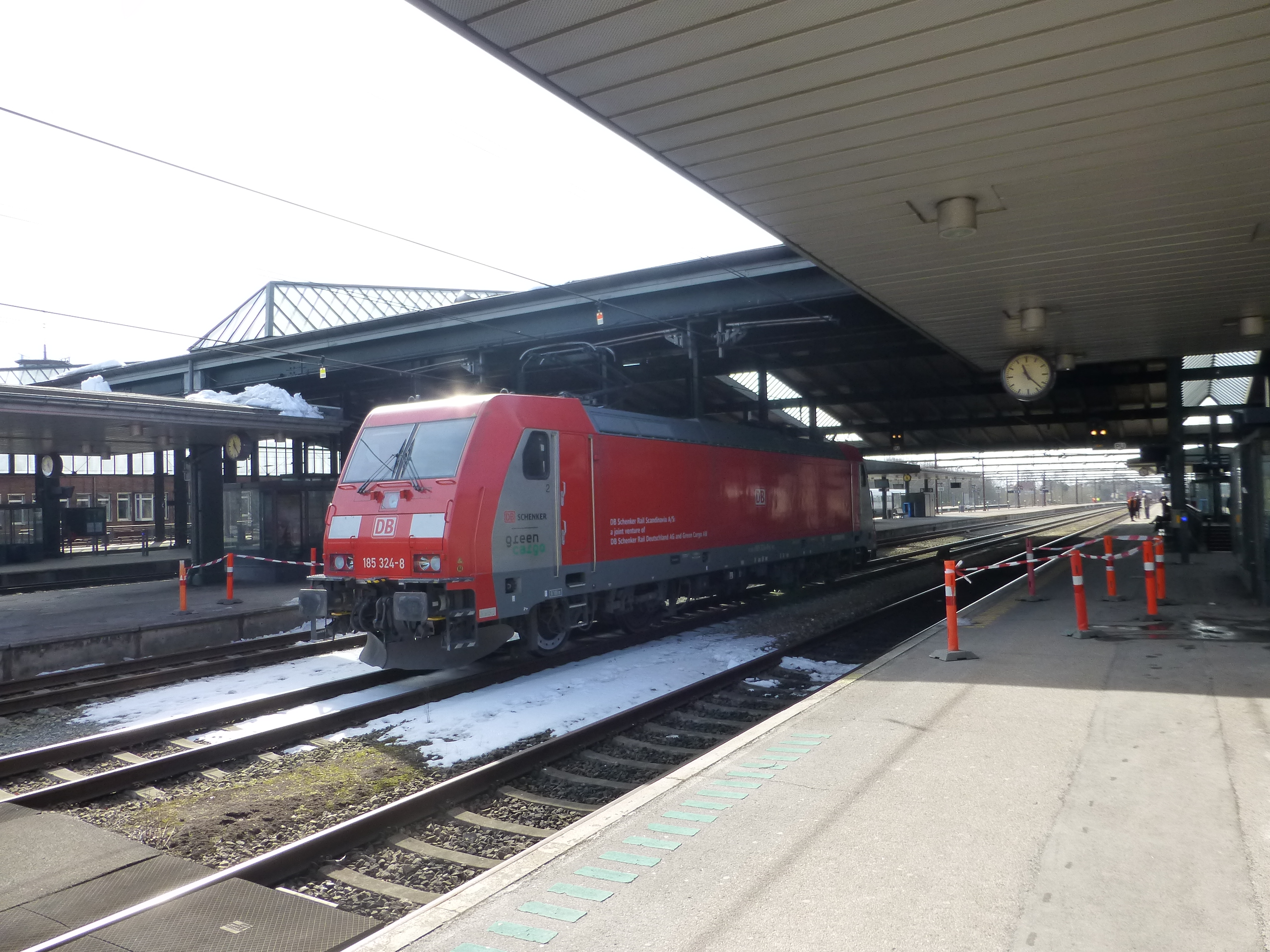
Bahnsteig
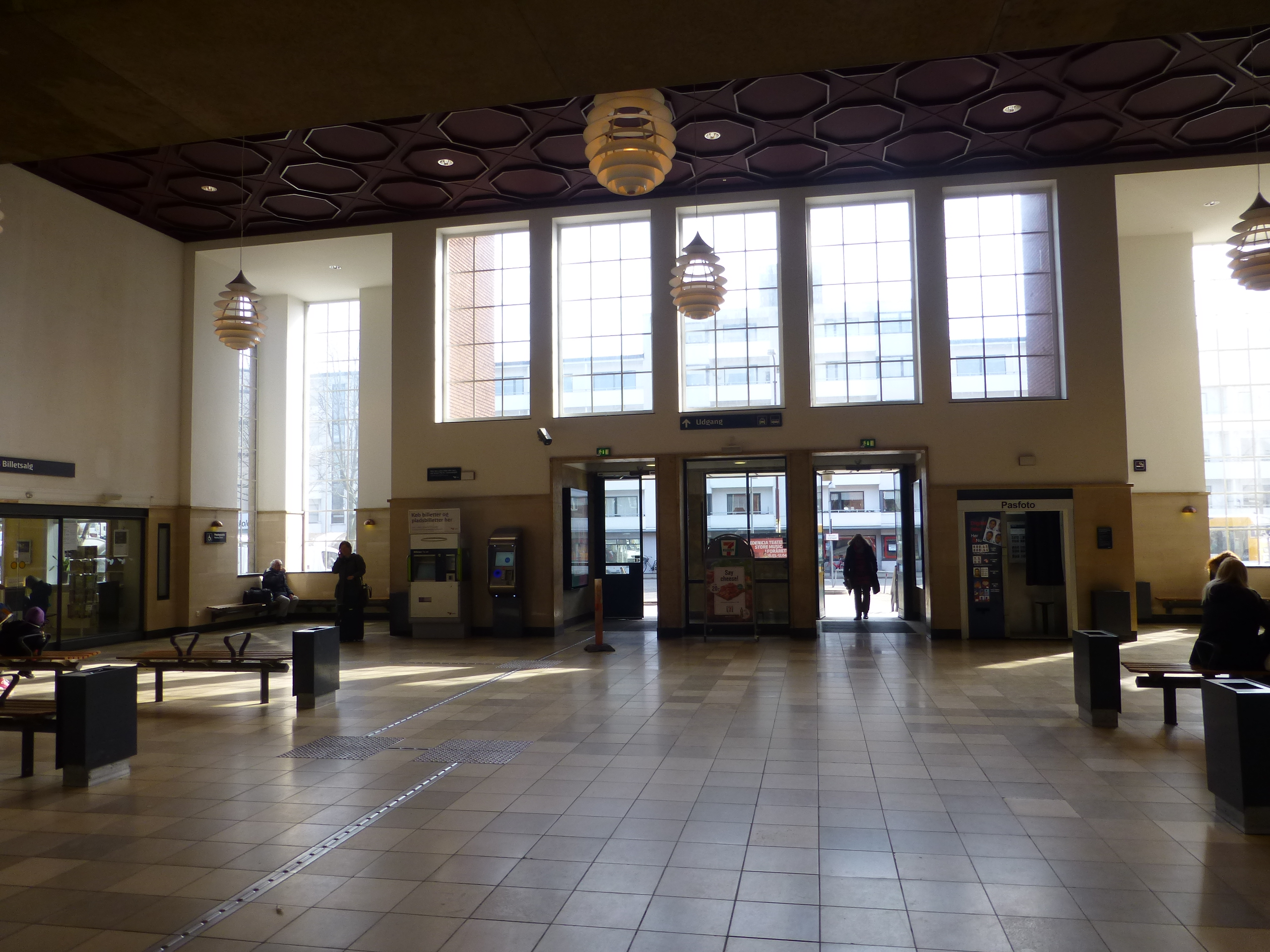
Bahnhofshalle
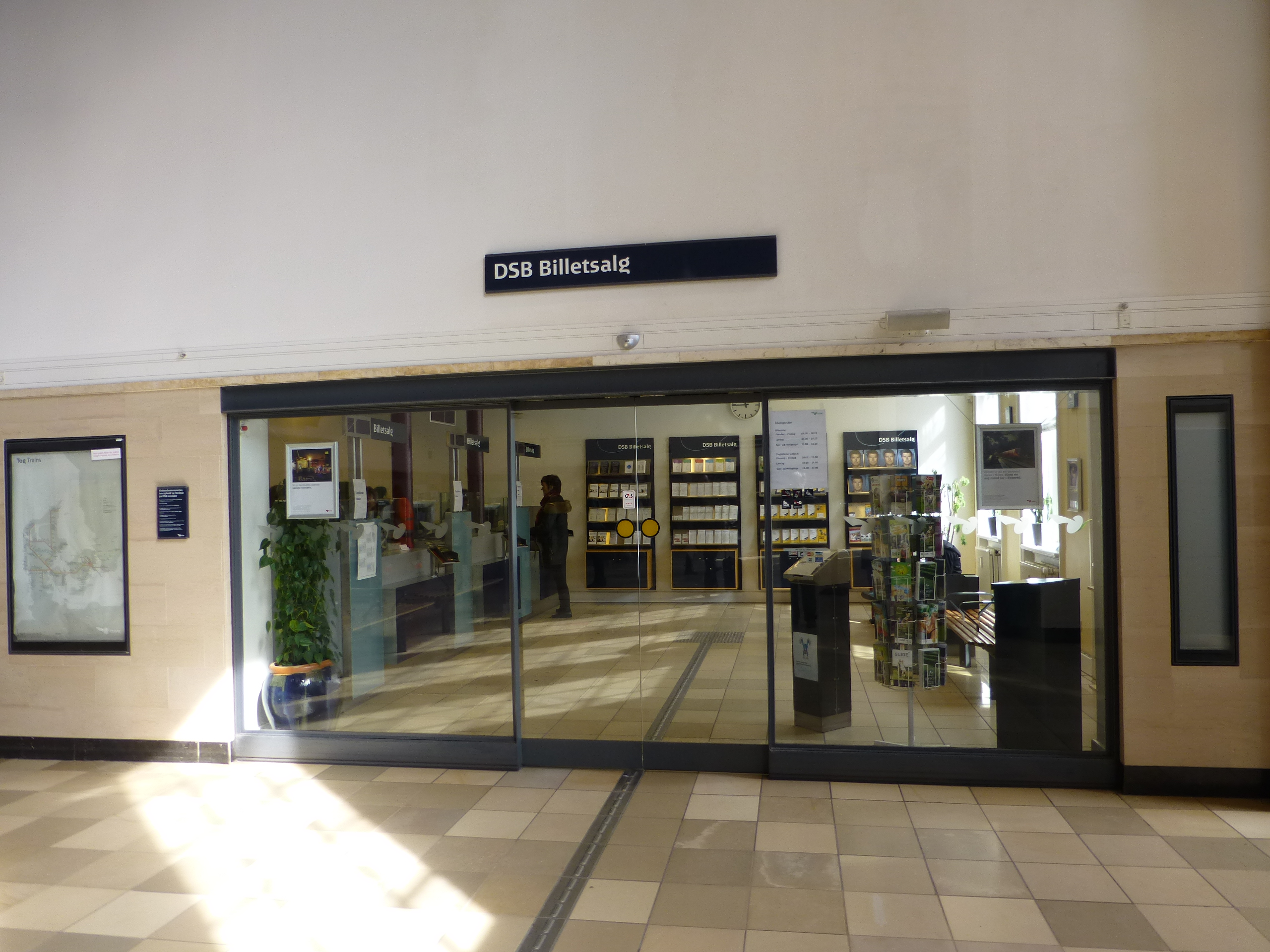
Ehemaliger Fahrkartenschalter
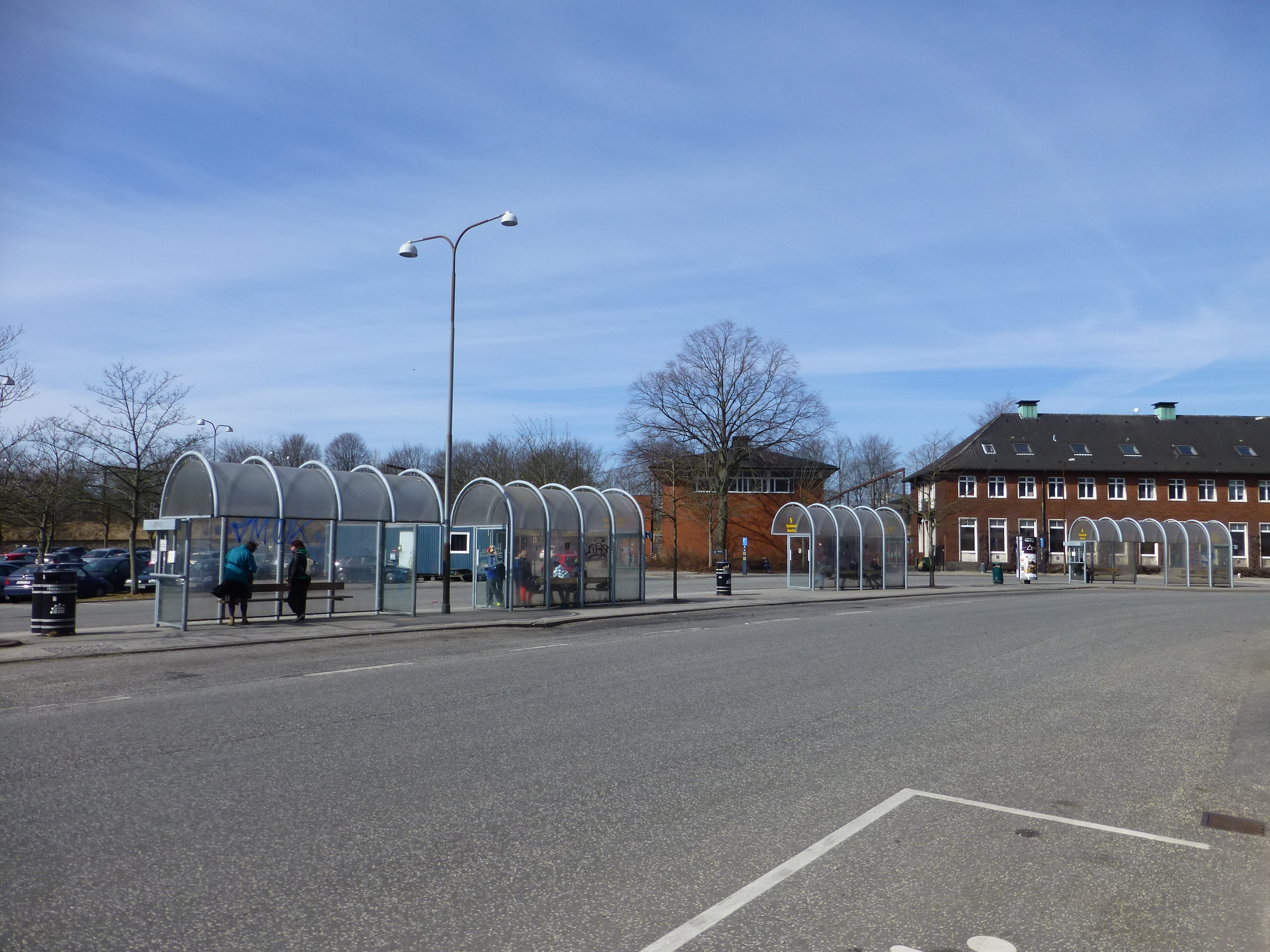
Stadtbushaltestelle

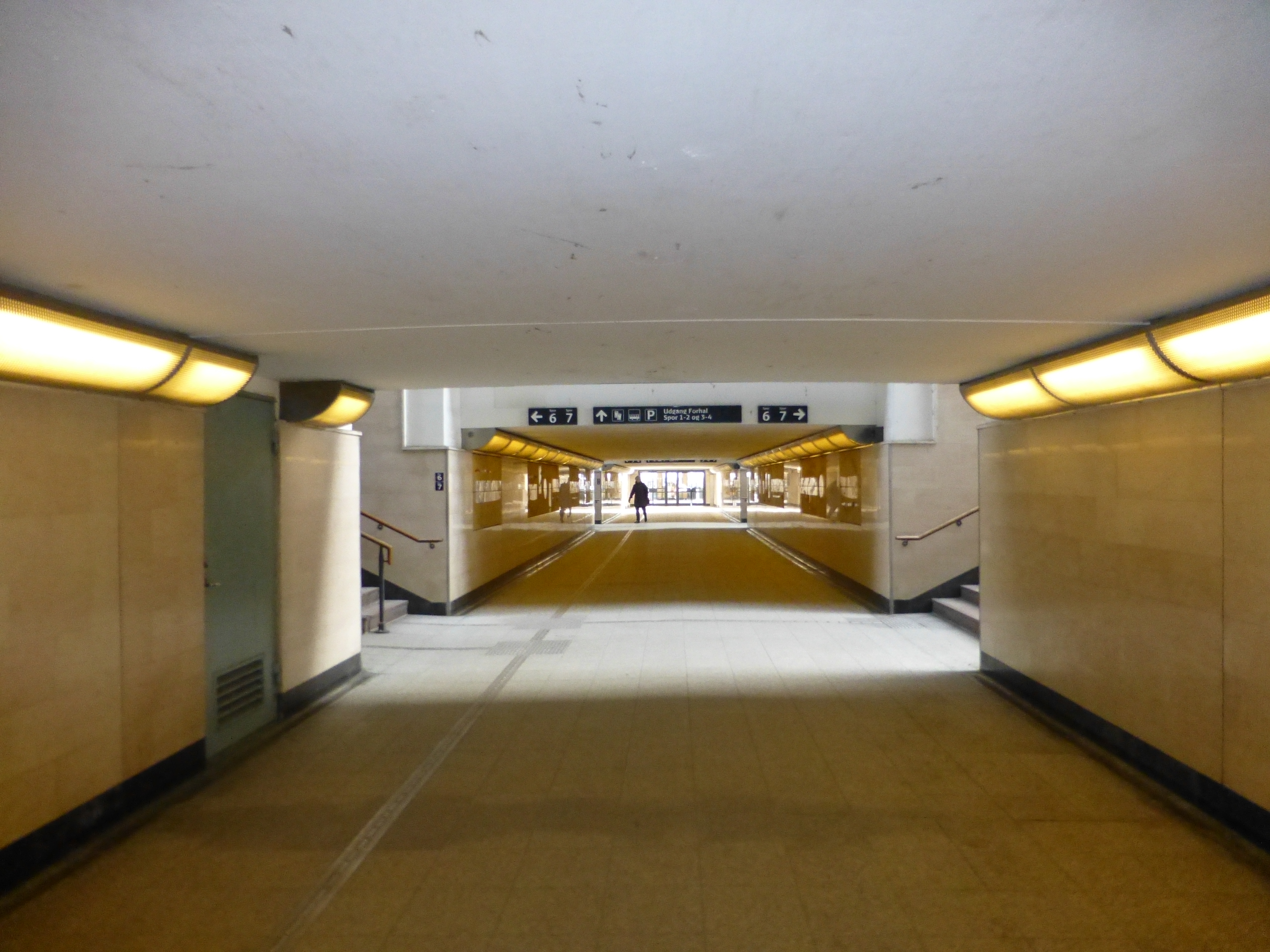
Bahnsteigtunnel
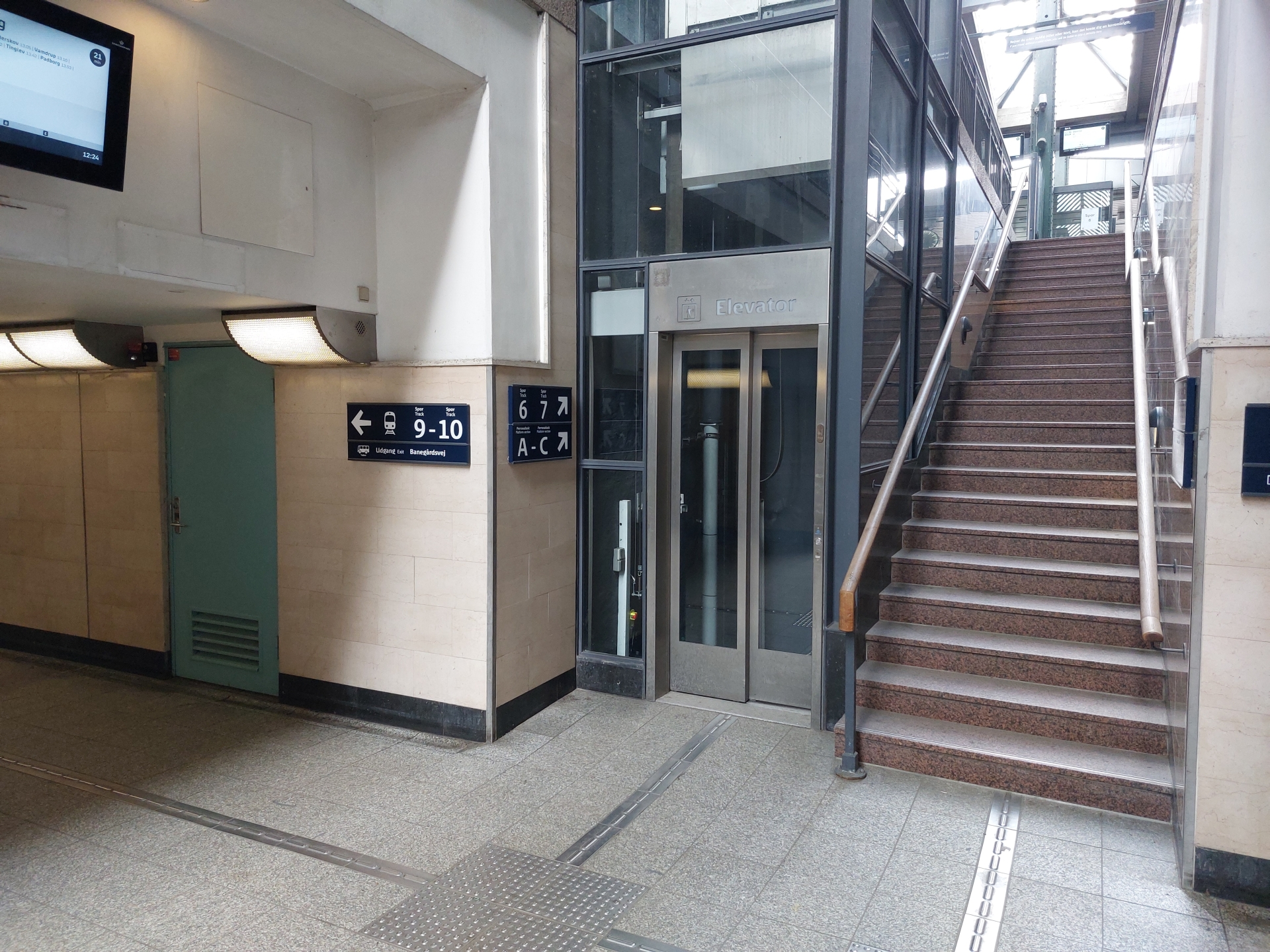
Bahnsteigtunnel an Bahnsteig 6 / 7
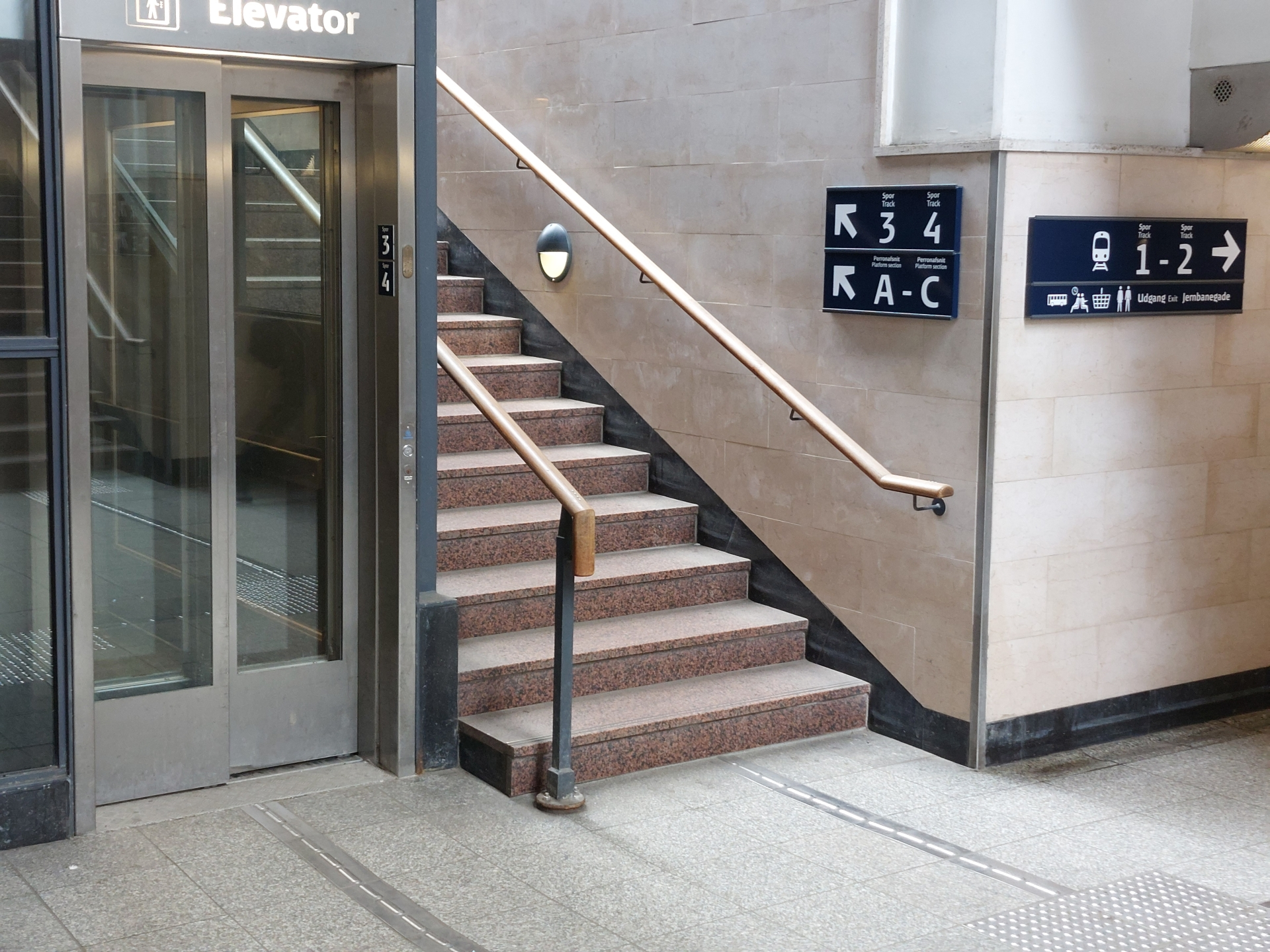
Bahnsteigtunnel an Bahnsteig 3 / 4
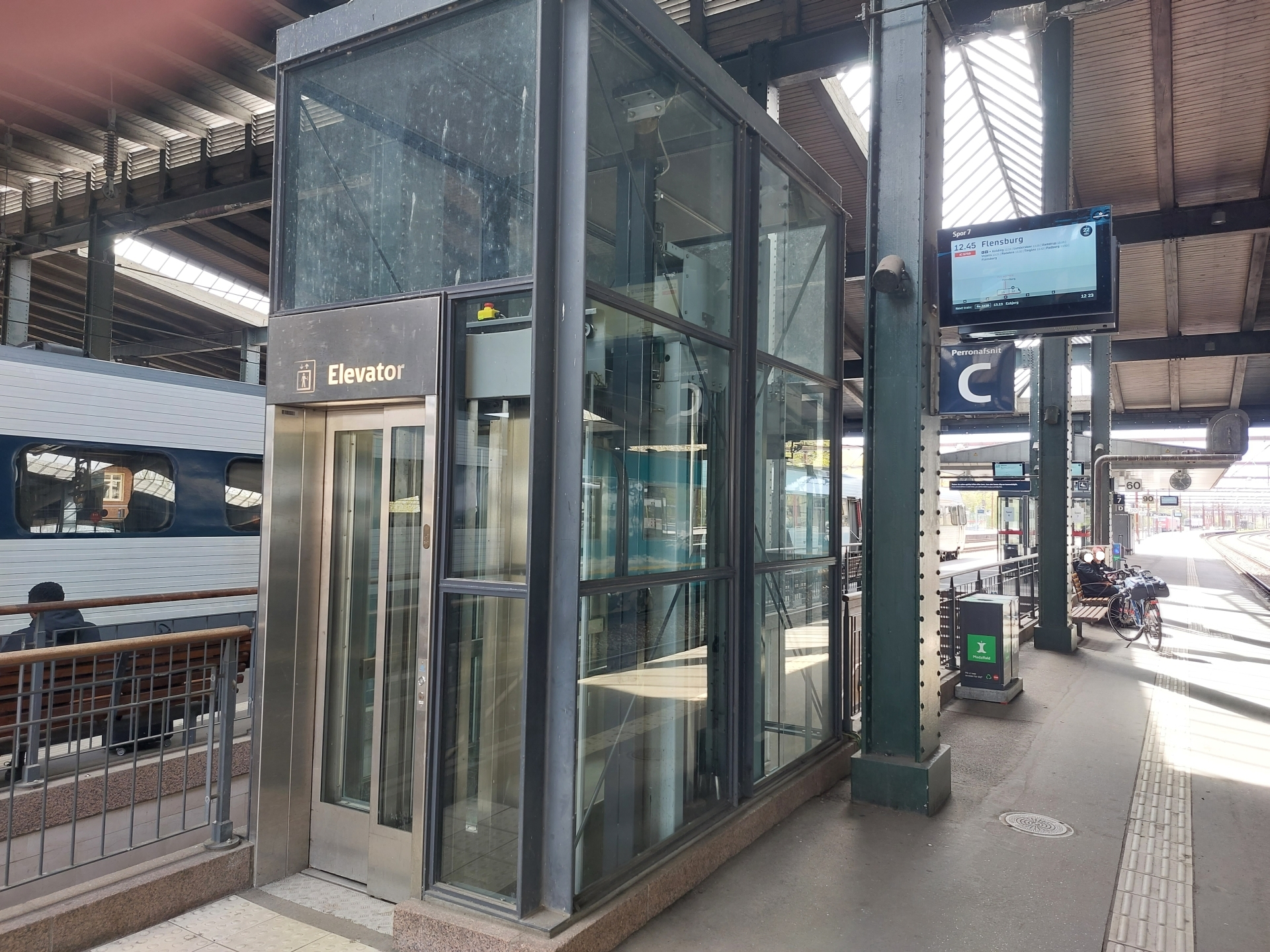
Aufzug am Bahnsteig 6 / 7